# Kraszew (powiat brzeziński)
Kraszew – wieś w Polsce położona w województwie łódzkim, w powiecie brzezińskim, w gminie Dmosin pomiędzy miejscowościami Nadolna i Kamień. Przystanek PKS, przelotowa droga jednopasmowa. 
Wieś szlachecka Kraszów położona była w drugiej połowie XVI wieku w powiecie rawskim ziemi rawskiej województwa rawskiego. W latach 1975–1998 miejscowość administracyjnie należała do województwa skierniewickiego. Kod pocztowy 95-061.
Zdjęcia Kraszewa (przykładowe): 
Inne miejscowości o nazwie Kraszew: Kraszew, Kraszewice